# ジュニア世界オリエンテーリング選手権
ジュニア世界オリエンテーリング選手権（ジュニアせかいオリエンテーリングせんしゅけん、Junior World Orienteering Championships）は国際オリエンテーリング連盟（IOF）によるオリエンテーリングのジュニア世界選手権である。略称はJWOC。最初の開催は1990年で、以降は毎年開催されている。出場資格は開催年の12月31日時点で20歳以下であることである。

## 歴史
ジュニア世代の国際大会が初めて計画されたのは1983年であり、デンマークでの開催であった。以降も1984年にはオーストリア、1985年にはフランス、1986年にはハンガリーで非公認なジュニアヨーロッパ選手権として開催された。試行として非公認なJWOCは1987年にイングランド、1988年にベルギー、1989年にオーストリアで開催されている。翌年のスウェーデンでの大会から公式なJWOCとして実施されるようになった

## 実施種目
現行の大会プログラムは以下のとおりである。
- 個人スプリント種目 (決勝のみ)
- 個人ミドル種目 (予選・クラス分け決勝方式)
- 個人ロング種目(決勝のみ)
- リレー種目

最初のJWOCはクラシック種目（現在でいうロング種目）とリレー種目の2種目のみでの開催だった。1991年からショート種目が導入され、2004年よりミドル種目という呼称に変更された。これは世界選手権に追随したものである。スプリント種目は公開競技として2005年のスイス大会より導入され、2006年のリトアニア大会より正式プログラムに組み込まれるようになった。

## 開催地
| 回 | 年   | 日程           | 開催地                                       |
| -- | ---- | -------------- | -------------------------------------------- |
| 1  | 1990 | 7月7-12日      | ノールボッテン県エルヴスビーン, スウェーデン |
| 2  | 1991 | 7月7-13日      | ベルリン, ドイツ                             |
| 3  | 1992 | 7月7-13日      | ユヴァスキュラ, フィンランド                 |
| 4  | 1993 | 7月7-10日      | カステルロット, イタリア                     |
| 5  | 1994 | 7月12-16日     | グディニャ, ポーランド                       |
| 6  | 1995 | 7月9-12日      | ホーセンス, デンマーク                       |
| 7  | 1996 | 7月8-14日      | ヴルチャ県ゴヴォラ, ルーマニア               |
| 8  | 1997 | 7月7-13日      | リンブルフ, ベルギー                         |
| 9  | 1998 | 7月13-18日     | ランス, フランス                             |
| 10 | 1999 | 7月5-11日      | ヴァルナ, ブルガリア                         |
| 11 | 2000 | 7月9-15日      | ヴィソチナ, チェコ                           |
| 12 | 2001 | 7月9-15日      | ミシュコルツ, ハンガリー                     |
| 13 | 2002 | 7月7-14日      | アリカンテ, スペイン                         |
| 14 | 2003 | 7月7-12日      | ポルヴァ, エストニア                         |
| 15 | 2004 | 7月5-11日      | グダニスク, ポーランド                       |
| 16 | 2005 | 7月11-16日     | ロカルノ, スイス                             |
| 17 | 2006 | 7月2-7日       | ドルスキニンカイ, リトアニア                 |
| 18 | 2007 | 7月7-15日      | ダボ, オーストラリア                         |
| 19 | 2008 | 6月30日-7月6日 | ヨーテボリ, スウェーデン                     |
| 20 | 2009 | 7月6-11日      | トレンティーノ, イタリア                     |
| 21 | 2010 | 7月4-10日      | オールボー, デンマーク                       |
| 22 | 2011 | 7月3-8日       | ヴェイヘロヴォ, ポーランド                   |
| 23 | 2012 | 7月6-14日      | コシツェ, スロバキア                         |
| 24 | 2013 | 6月29日-7月6日 | フラデツ・クラーロヴェー, チェコ             |
| 25 | 2014 | 7月21-27日     | ソフィア州, ブルガリア                       |
| 26 | 2015 | 7月5-12日      | テレマルク県ヴィニェ, ノルウェー             |
| 27 | 2016 | 7月9-15日      | エンガディン, スイス                         |
| 28 | 2017 | 7月9-16日      | タンペレ, フィンランド                       |
| 28 | 2018 | 7月9-14日      | ケチケメート, ハンガリー                     |